# James Barnett Allison
Pour les articles homonymes, voir Allison.

b Matchs officiels uniquement.
James Barnett Allison, né le 28 juin 1880 à Monaghan (Irlande) et mort le 31 mars 1907 à Montréal (Canada) d'une pneumonie, est un ancien joueur de rugby irlandais, évoluant au poste de centre avec l'équipe nationale.

## Carrière
James Barnett Allison a disputé son premier test match le 4 février 1899 contre l'Angleterre. Son dernier test match est contre l'Écosse le 28 février 1903. James Allison a remporté le Tournoi britannique de rugby à XV 1899.

## Palmarès
- Vainqueur du tournoi britannique en 1899

## Statistiques en équipe nationale
- Douze sélections en équipe nationale.
- Quatre points (un drop)
- Sélections par années : deux en 1899, trois en 1900, trois en 1901, trois en 1902, une en 1903.
- Tournois britanniques disputés : 1899, 1900, 1901, 1902, 1903.